# Olympische Jugend-Winterspiele 2016/Teilnehmer (Israel)
| Gelbes Symbol für Goldmedaillen mit stilisierten Olympischen Ringen | Graues Symbol für Silbermedaillen mit stilisierten Olympischen Ringen | Braundes Symbol für Bronzemedaillen mit stilisierten Olympischen Ringen |
| ------------------------------------------------------------------- | --------------------------------------------------------------------- | ----------------------------------------------------------------------- |
| —                                                                   | —                                                                     | —                                                                       |

Israel nahm an den Olympischen Jugend-Winterspielen 2016 in Lillehammer mit zwei Athleten in zwei Sportarten teil.

## Sportarten

### Eiskunstlauf
| Athleten         | Wettbewerb | Kurzprogramm | Kurzprogramm | Free skating | Free skating | Gesamt | Gesamt |
| Athleten         | Wettbewerb | Punkte       | Rang         | Punkte       | Rang         | Punkte | Rang   |
| ---------------- | ---------- | ------------ | ------------ | ------------ | ------------ | ------ | ------ |
| Jungen           |            |              |              |              |              |        |        |
| Mark Gorodnitsky | Einzel     | 44,48        | 12           | 91,30        | 12           | 135,78 | 13     |

### Ski Alpin
| Jungen       |              |             |     |         |     |             |     |
| Itamar Biran | Super-G      |             |     |         |     | 1:15,58 min | 38  |
| Itamar Biran | Riesenslalom | DNF         | DNF | DNF     | DNF | DNF         | DNF |
| Itamar Biran | Slalom       | 55,15 s     | 32  | DNF     | DNF | DNF         | DNF |
| Itamar Biran | Kombination  | 1:15,23 min | 32  | 43,87 s | 22  | 1:59,10 min | 23  |